# Siemens Energy
Siemens Energy AG è una società fondata il 1º aprile 2020 facente parte del gruppo Siemens AG.
La ex-controllante Siemens AG detiene il 17% del capitale, il fondo pensione Siemens Pension-Trust e.V. il 14% ed entità legate alla famiglia Siemens il 3%, per un totale del 34% del capitale.

## Storia
La divisione Energia è tra le più importanti del gruppo sin dalla sua fondazione ad opera di Ernst Werner von Siemens e Johann Georg Halske. Una pietra miliare fu la fondazione nel 1903 della Siemens-Schuckertwerke, attiva poi nel 1969 dalla fondazione dell'attuale gruppo Siemens AG e nel 2008 nella Siemens Sector Energy.
La Siemens AG ha scorporato la sua divisione di Energia elettrica. Fino al 31 marzo 2020 le attività erano nella Operating Company Gas and Power e organizzata nella Strategic Company Siemens Gamesa Renewable Energy. L'entrata in Borsa di Siemens Energy AG è avvenuta nel settembre 2020.